# 比留木謙司
比留木 謙司（ヒルキ ケンジ、1985年7月19日 - ）は、東京都三鷹市出身のプロバスケットボール選手である。B3.LEAGUEのトライフープ岡山所属でゼネラルマネジャー兼ヘッドコーチでもある。ポジションはパワーフォワード (PF)。本名はヒルキ・謙司・ウィリアム（ひるき・けんじ・うぃりあむ）。身長は196cm、体重は94kg、靴のサイズは31cm。愛称はヒルキング。ファンの愛称はヒルキストと呼ばれる。

## 略歴
アメリカ人の父と日本人の母との間に生まれる。小学校卒業まで米国と日本とを行ったり来たりで過ごす。三鷹市大沢台小学校では、当時在籍していたミニバスのチームを全国ベスト16に導く。三鷹市立第七中学校進学後、指導者に恵まれなかったため、調布市にあるA.S.I.J.（アメリカンスクール）にて練習をしていた。この練習に現役、OB問わずJBL選手や外国人選手、松井啓十郎などが参加していたとされる。在籍中学校のチーム成績は振るわずも本人は東京都選抜チームに選ばれるなどして活躍する。
中学校卒業後、米国での高校やNCAAでのプレーを夢見て渡米するも、家族の経済的都合から帰国し、一年遅れで私立八王子高校（東京都）に進学。一年時にインターハイに出場するも、二年時はチーム不振にあえぐ。三年時には現在ユタ州立大学の大型センター　モード・ニャーン（207cm）と共に全国を狙うが、これもかなわず引退、卒業となる。なお、一年時のチームメイトに現在東京サンレーヴスの井上聡人がいる。
高校卒業後、大学からの推薦を断り、クラブチーム、ストリートボール等の分野にて活動。青木康平や、岩佐潤らが在籍していたFAR EAST BALLERSに入団。NYツアーをチームで敢行し、日本人初となるDyckman Tournamentに出場する。同時期にJBLを経営不振により脱退したいすゞ自動車ギガキャッツを前身とする横浜ギガキャッツにも籍を置く。ストリートボールリーグLegendの立ち上げ当初のメンバー。Gymratsのメンバーとしても活動。
2005年、bjリーグトライアウトに参加、各種メディアにて注目選手として取り上げられるも、どこへも入団せず渡米し、LAやNY、サンディエゴ等で様々な大会に出場する。サンディエゴのSan Diego City Collegeにも在籍。
2008年4月、WCBLのHigh Desert Rattlersと契約。
2008年8月、日本に帰国、bjリーグのライジング福岡と選手契約。
2009年2月、bjリーグの富山グラウジーズと契約。
2009年10月、bjリーグの東京アパッチと契約。
2010年8月、JBLのレラカムイ北海道と契約。
2013年7月、NBL新規参入の熊本ヴォルターズと契約。
2014年1月、八代市で行なわれたTV局企画の畳投げ大会において、13.6kgの畳を9m12cm投げるという記録を出して優勝。同年7月に開幕した3x3の国内最高峰リーグ、3x3 PREMIER.EXEにGC大阪.EXEのメンバーとして出場。湘南ベルマーレひらつかビーチパークで開催されたRound1（開幕第1戦）で優勝してMVPを獲得。
2014年には一旦契約解除となったが、10月6日に再契約となった。
2016年9月、Bリーグの富山グラウジーズと契約。
2017年7月、Bリーグの三遠ネオフェニックスと契約。
2018年7月、Bリーグの富山グラウジーズと契約。
同年8月にBリーグ参入を目指すトライフープ岡山のゼネラルマネジャーに就任。
2019年05月08日に富山グラウジーズを退団。
2019年6月28日に2019-20シーズンからB3.LEAGUEに参戦するトライフープ岡山に入団、選手としても所属し、比留木はチームのGM、3x3と5人制の選手の3つを掛け持つ。
2019年11月21日に元安陽一ヘッドコーチの辞任に伴い、アソシエイトヘッドコーチに就任し実質的な指揮を執る。それに伴い選手登録を外れ、コーチングスタッフ（ゼネラルマネージャー兼任）に専念する。2020-21シーズンは正式にヘッドコーチに就任した

## 経歴
- 1985年7月19日、東京都三鷹市に生まれる。
- 1992年4月、大沢台小学校に入学。
- 1997年、大沢台小学校でバスケットボール部に入部。
- 1998年、ミニバスケットボールにて全国ベスト16の成績を残す。
- 1998年4月、三鷹市第七中学校に入学。
- 2000年、東京都選抜チームに選ばれ、富士ゼロックス杯（選抜チームによる全国大会）に出場。
- 2002年4月、東京都の八王子高校に入学。
- 2002年、関東大会、インターハイ（茨城）に出場。
- 2003年、関東大会出場。東京都国体チーム選抜。
- 2004年、東京都大会準優勝。関東大会出場。一年遅れでの高校入学のため、年齢制限によりU-18も国体も選ばれず。
- 2004年〜2005年、クラブチームやストリートに活躍の場を移す。FAR EAST BALLERS、横浜ギガキャッツに入団。
- 2005年6月、FAR EAST BALLERSNYツアー、Dyckman Tournament出場。
- 2005年7月、コンバース主催のFive-Star Basketballサマーキャンプに招待選手として参加。
- 2005年、ストリートボールリーグLegendのSeason1に参加。
- 005年、bjリーグ最終トライアウトに参加。
- 2005年、渡米。
- 2006年3月、Gymratsのメンバーとして、LAにて行われたプロアマオープンのリーグJBLProAmに参加。
- 2007年7月、NYはハーレムにて行われたストリートボールトーナメント、Kingdome Classicに出場。
- 2007年9月、カリフォルニア州サンディエゴのSan Diego City Collegeに入学。バスケットボールチームに所属。
- 2007年9月〜2008年3月、San Diego City Collegeにて29試合に出場。うち、8試合にスタート。FG%:.483、PPG:4.6、RPG:3.1、APG:0.9。
- 2008年3月、Cobbs Sportsのメンバーとして、LAにて行われたプロアマオープンのリーグJBL Pro Amに参加。
- 2008年4月、Cobbs Sportsのメンバーとして、Las Vegasにて行われた全米最大規模のプロアマオープンのリーグNational Pro Amに参加。
- 2008年4月、WCBLのHigh Desert Rattlersと契約。
- 2008年8月、日本帰国。
- 2008年10月、bjリーグのライジング福岡に入団。
- 2009年1月、ライジング福岡との契約満了。
- 2009年2月、富山グラウジーズと選手契約。
- 2009年10月、東京アパッチと選手契約。
- 2010年9月、レラカムイ北海道（現：レバンガ北海道）と選手契約。
- 2013年5月、自由契約となる。
- 2013年7月、熊本ヴォルターズへ移籍。
- 2014年7月、GC大阪.EXEのメンバーとして3x3 PREMIER.EXEに出場。
- 2016年9月、富山グラウジーズと選手契約。
- 2017年7月、三遠ネオフェニックスと選手契約。
- 2018年7月、富山グラウジーズと選手契約。
- 同年8月、Bリーグ参入を目指すトライフープ岡山のゼネラルマネジャーに就任。
- 2019年05月08日、富山グラウジーズを契約満了により退団。
- 2019年6月28日、GMを務めるトライフープ岡山と選手契約。
- 2019年11月21日、トライフープ岡山の元安陽一ヘッドコーチの辞任に伴い、同チームの選手登録を外れ、アソシエイトヘッドコーチに就任、実質的な指揮を執る。
- 2020年8月、トライフープ岡山のヘッドコーチに就任。